# Coton Football Club
Le Coton Football Club est un club de football béninois, jouant dans la ville de Ouidah. Il est notamment soutenu par un groupe d'ultras, le "groupe foot", qui est connu pour sa ferveur et sa fidélité.

## Histoire
Le club, fondé sous le nom Taneka FC de Natitingou, devient Coton FC à sa reprise par Coton Sport Bénin, un consortium appartenant à la Société pour le Développement du Coton (SODECO SA) présidé par Lionel Talon.
Lors de la saison 2021-2022, le club qui évolue en deuxième division, est convié à disputer pour la première fois le championnat national de première division du Bénin, mélangeant ainsi comme à la saison 2020-2021 des équipes de première et deuxième division.  Sous la conduite de l'ancien international français Victor Zvunka et du sélectionneur béninois Urbain Honfo, le Coton FC se qualifie pour la Super Ligue Pro. Le club termine premier de la saison et remporte son premier titre de champion.
En avril 2023, un groupe de supporters nommé "groupe foot" basé en France apparaît pour soutenir le club à travers les réseaux sociaux, et ainsi donner plus de visibilité au club.

## Palmarès
| Compétitions nationales                                     |
| ----------------------------------------------------------- |
| - Championnat du Bénin (3) : - Champion : 2022 , 2023, 2024 |